# RFA Tidespring (A136)
El RFA Tidespring (A136) es un buque de la Real Flota Auxiliar del Reino Unido, integrante de la Royal Navy.
RFA Tidespring es un Buque de aprovisionamiento logístico y petrolero de la clase Tide de Real Flota Auxiliar. Construido en 2016, el barco entró en servicio con la Marina Real británica en noviembre de 2017.

## Construcción y características
Puesto en gradas en 2014, botado en 2015 y comisionado en 2017.

## Historia de servicio
El RFA Tidespring presta apoyo al portaaviones HMS Queen Elizabeth. En marzo de 2019 ingresó en su primer mantenimiento mayor en Cammell Laird de Birkenhead, Inglaterra.